# Centrum Kształcenia Zawodowego i Ustawicznego nr 2 w Raciborzu „Mechanik”
Centrum Kształcenia Zawodowego i Ustawicznego nr 2 „Mechanik” w Raciborzu - publiczna szkoła ponadpodstawowa przy ulicy Zamkowej 1 w Raciborzu. Obecna nazwa szkoły powstała w 2015 roku z połączenia Zespołu Szkół Mechanicznych oraz Centrum Kształcenia Ustawicznego.

## Historia
W 1947 roku, z inicjatywy inżyniera Zbigniewa Siwczyńskiego, w budynku dzisiejszego Zespołu Szkół Budowlanych i Rzemiosł Różnych powstało Gimnazjum Cukrownicze Cukrowni Racibórz. W 1951 roku szkoła została przemianowana na Technikum Mechaniczne Przemysłu Spożywczego. Pierwszym dyrektorem placówki został Stefan Sauter.  W 1957 roku szkołę przejął resort Ministerstwa Oświaty, a w 1958 roku podjęto decyzję o budowie nowego, obecnego budynku przy ulicy Zamkowej. Nowy gmach szkoły został otwarty w 1963 roku.  W 1978 roku ukończono budowę hal warsztatowych, do których dziesięć lat później, w 1988 roku, dobudowano budynek socjalny. W 2003 roku przeprowadzono gruntowny remont szkoły.

## Dyrektorzy
| Lp.     | Osoba                 | Od      | Do      |
| ------- | --------------------- | ------- | ------- |
| 1.      | Stefan Sauter         | 1947    | 1951    |
| 2.      | Paweł Świtała         | 1951    | 1951    |
| 3.      | Ludwik Kruczek        | 1951    | 1952    |
| 4.      | Czesław Imiałowski    | 1952    | 1953    |
| 5.      | Tadeusz Gołda         | 1953    | 1954    |
| 6.      | Antoni Polański       | 1954    | 1958    |
| 7.      | Jerzy Laska           | 1958    | 1960    |
| 8.      | Leopold Czerniejewski | 1960    | 1974    |
| 9.      | Krzysztof Dembski     | 1974    | 1979    |
| 10.     | Henryk Jeziorowski    | 1979    | 1991    |
| 11.     | Krystyna Stoczek      | 1991    | 2001    |
| 12.     | Sławomir Janowski     | od 2001 | od 2001 |
| źródło: |                       |         |         |

## Znani absolwenci[4]
- Glenz Andreas - doktor nauk technicznych, założyciel przedsiębiorstwa PREVAC[5].
- Wolny Ryszard - zapśnik, pięciokrotny olimpijczyk, złoty medalista Letnich Igrzysk Olimpijskich w Atlancie w 1996.
- Trzcionka Józef - wieloletni redaktor czasopisma „Młody Technik”.
- Kasprzak Henryk - fizyk, profesor Politechniki Wrocławskiej
- Jakosz Grzegorz - piłkarz
- Gronowicz Antoni - profesor Politechniki Wrocławskiej
- Czernek Krystian - doktor habilitowany nauk technicznych
- Witeczek Jerzy - architekt, nauczyciel akademicki

## Typy szkół
W skład centrum wchodzą: Technikum nr 4, Branżowa Szkoła I Stopnia nr 4 oraz Liceum Ogólnokształcące dla Dorosłych.